# Dyschoriste jaliscensis
Dyschoriste jaliscensis är en akantusväxtart som beskrevs av Clarence Emmeren Kobuski. Dyschoriste jaliscensis ingår i släktet Dyschoriste och familjen akantusväxter. Inga underarter finns listade i Catalogue of Life.